# 42295 Teresateng
42295 Teresateng è un asteroide della fascia principale. Scoperto nel 2001, presenta un'orbita caratterizzata da un semiasse maggiore pari a 2,2182279 UA e da un'eccentricità di 0,1887576, inclinata di 7,17829° rispetto all'eclittica.